# Laurentino Belmonte de Queiroz
Laurentino Belmonte de Queiroz foi um fazendeiro e político brasileiro.

## Biografia
A principal atividade de Laurentino Queiroz era a agricultura. Em 1870, quando Quixadá foi emancipado de Quixeramobim, era vereador suplente da Câmara Municipal. Na instalação do novo município, em 12 de maio de 1871, os vereadores suplentes de Quixeramobim formaram a "Câmara Provisória", na qual o fazendeiro foi escolhido como presidente. Os demais membros da Câmara Provisória foram: Jardilino de Queiroz Barreira, Francisco Barbosa Cordeiro, Antônio da Silva Campos e Félix de Sousa.
Do período de emancipação até a década de 30, não havia o cargo de prefeito. A administração municipal era exercida pelo presidente da Câmara Municipal e alguma vezes num colegiado de vereadores tendo o presidente à frente, deste modo Laurentino Queiroz tornou-se o primeiro chefe do executivo municipal, cargo que ocupou até 19 de maio de 1873, quando a nova Câmara de Veriadores do Município foi empossada.
Sua administração foi responsável pela implantação do novo município, pela organização de um orçamento municipal, determinado pela resolução provincial n° 1.439, de 30 de setembro de 1871 em 770.000 réis (770$000), e pela criação dos primeiros regulamentos municipais, determinadas pela lei n° 1.449, de 12 de outubro de 1872.

### Legislação Municipal
Na gestão de Laurentino Queiroz foi estabelecido o "Código de Posturas do Município", chamada pelos vereadores de "Carta Magna de Quixadá", que assegurava direitos para as atividades rurais com vantagem para a agricultura quando em conflito de interesses com a pecuária. Um exemplo é o direito ao agricultor em plantar em áreas não cercadas enquanto os pecuaristas eram obrigados a cercar as áreas. As punições eram severas multas.
O código foi baseado no de Quixeramobim com modificações necessárias para a adequação à realidade do município.